# Lac-Delage
Lac-Delage é uma cidade localizada na província de Quebec no Canadá.